# Печать Иллинойса
Печать Иллинойса (англ. Seal of Illinois) — официальный символ штата Иллинойс, США.

## История
Первая печать штата была принята в 1819 году Генеральной ассамблеей Иллинойса. Закон, утвердивший её, предполагал также введение должности Секретаря штата Иллинойс, которому предстояло обеспечивать сохранность печати. Первая печать штата, по сути, мало чем отличалась от Большой печати США, и в таком виде она использовалась до 1839 года, пока не была разработана вторая версия.
Работу над третьей печатью возглавил секретарь штата Шэрон Тиндейл. В 1867 году он предложил сенатору Аллену Фуллеру ввести закон, инициирующий создание новой печати, а также изменить девиз штата с «Суверенитет штата, единство нации» на «Единство нации, суверенитет штата», утверждая, что единство нации должно быть превыше суверенитета штата. Законопроект принят 7 марта 1867 года, однако формулировка девиза сохранилась прежней. Несмотря на отклонение его предложения, Тиндейл спроектировал новую печать так, что хоть слова и были расставлены в требуемом порядке, но шли снизу вверх, а слово «суверенитет» он перевернул, сделав менее читаемым.

## Описание
На третьей и ныне действующей печати изображён белоголовый орлан, сидящий на камне с щитом в когтях и знаменем с девизом штата в клюве. 13 звёзд и 13 полос на щите символизируют Тринадцать колоний. Дата «26 августа 1818» указывает на день принятия первой конституции Иллинойса, «1818» и «1868» указывают на года утверждения, соответственно, первой и последней (текущей) печатей штата.